# EMV-Prüfung
EMV-Prüfungen oder EMV-Untersuchungen haben den Zweck, die elektromagnetische Verträglichkeit eines elektrotechnischen oder elektronischen Produkts oder Geräts zu charakterisieren. Dazu gehört die Untersuchung der Immunität eines Geräts oder einer Anlage gegenüber externen Störungen. EMV-Messungen sind ein Teilgebiet der EMV-Prüfungen, das sich üblicherweise mit der Ermittlung von Störaussendungen befasst. Auch Messungen der Schirmdämpfung fallen in das Aufgabengebiet der EMV-Messungen.
Man unterscheidet dabei leitungsgebundene Störungen und Störungen durch elektrische und magnetische Felder sowie Funkwellen (jeweils Immunität und Aussendung).

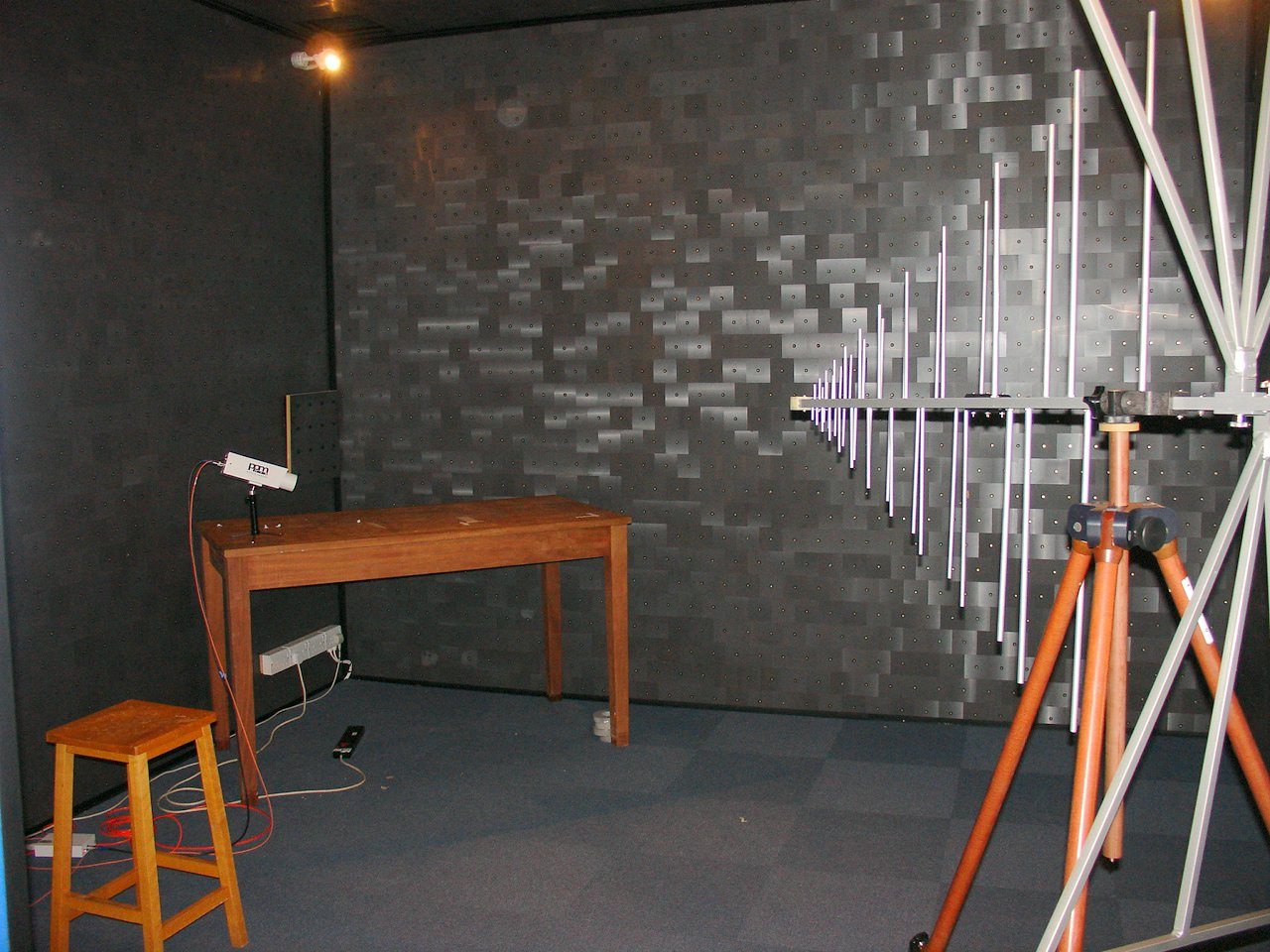
Absorberkammer für Feldmessungen mit Ferritauskleidung an den Wänden zur Absorption von EM-Strahlung. Messantenne rechts vorne. Das Mobiliar für Aufbauten ist aus Holz ohne Metallteile.

## Anforderungen

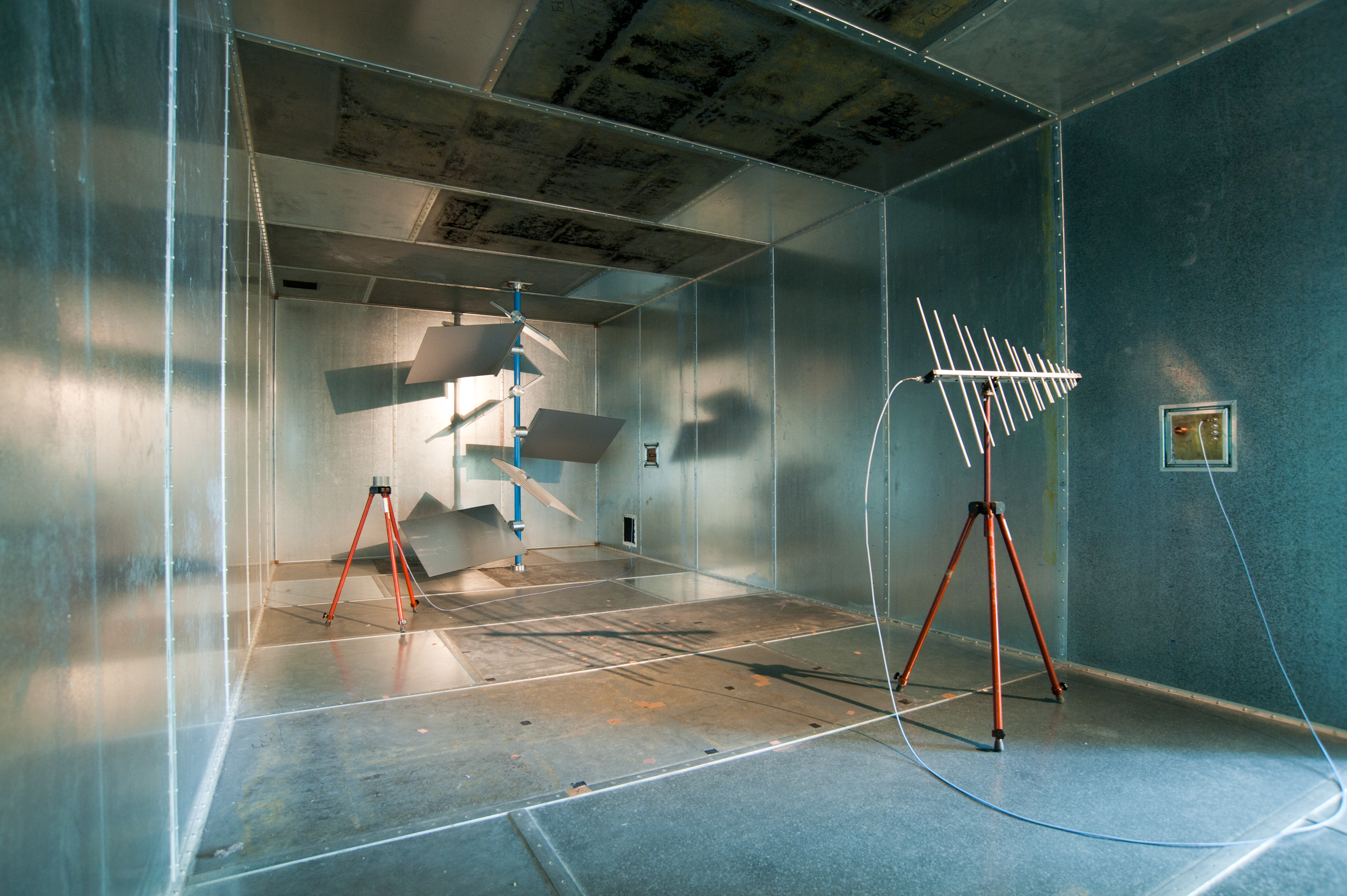
Blick in eine Modenverwirbelungskammer. Links hinten der Modenrührer, rechts eine logarithmisch-periodische Breitbandantenne zur Einkopplung. Die Wände dieser Kammern weisen sehr hohe Reflexionseigenschaften auf

EMV-Prüfungen folgen unterschiedlichen Anforderungen an elektrische oder elektronische Systeme. Einflussfaktoren sind die gewünschte Zuverlässigkeit für einen störungsfreien Betrieb, gesetzliche Vorschriften, die erwartete Störumgebung oder die erforderliche Betriebssicherheit einer Anlage. Zum Beispiel werden an Luftfahrtgeräte höhere Zuverlässigkeitsanforderungen gestellt als an Unterhaltungselektronik. Je nach Anwendungsbereich existieren unterschiedliche Vorschriften:
- Industrietechnik
- Unterhaltungselektronik
- Automobiltechnik
- Luft-/Raumfahrt und Militärtechnik
- Medizintechnik
- Informationstechnologie

Ebenso unterschiedlich wie die allgemeinen EMV-Anforderungen der Branchen sind auch deren spezielle Prüf- und Messmethoden, Grenzwerte, Frequenzbereiche und sonstigen Randbedingungen. Die meisten EMV-Prüfungen sind ähnlich den unten beschriebenen Prinzipien unterteilbar.
Generell unterscheidet man Störfestigkeitsprüfungen (SF) und Störaussendungsmessungen (SA). Je nach Anwendungsbereich können in Produktnormen abweichende Grenzwerte vorgesehen sein. Bei den in diesen Normen festgelegten Grenzwerten der elektrischen Feldstärke von durch die Luft empfangenen oder abgegebenen Störungen handelt es sich um den Effektivwert des elektrischen Felds.
Rechtliche Grundlagen für Produktgruppen:
- ECE-Regelungen Nr. 10 für Kfz-EMV[4]
- RED (Radio Equipment Directive)[5]
- Medizinprodukte-Richtlinie[6]
- EMV-Richtlinie für alle weiteren Produkte[7]

Die jeweiligen Prüfungen lassen sich nach Kopplungsart bzw. Übertragungsweg unterscheiden
- galvanisch
- kapazitiv
- induktiv
- über das elektromagnetische Feld

Die ersten drei Kopplungsarten befassen sich mit leitungsgebundenen bzw. leitungsgeführten Störungen, während der vierte Übertragungsweg über ein elektromagnetisches Feld (Funkwelle) erfolgt. Das betrifft die Prüfverfahren – in der Praxis können leitungsgebundene Störungen natürlich auch zu Abstrahlung führen.
Eine weitere, bei EMV-Prüfungen noch nicht ganz so geläufige Kopplungsart ist die Wellenkopplung.
Daneben bestehen Möglichkeiten im Vorfeld entwicklungsbegleitende und qualitative EMV-Messungen mittels elektrischer oder magnetischer Nahfeldsonden durchzuführen. Diese relativen Messungen dienen dazu mögliche Problemstellen möglichst frühzeitig während der Produktentwicklung erkennen zu können und in Folge bei den nachfolgenden EMV-Konformitätsprüfungen Probleme zu vermeiden.

## Galvanisch gekoppelte Prüfungen
Die Prüfung der galvanisch gekoppelten Störungen ist notwendig, um festzustellen, wie immun Betriebsmittel oder Anlagen gegenüber Störungen auf ihren Anschlussleitungen (Betriebsspannung, Signal-Ein- und Ausgänge) sind bzw. wie viele solcher Störungen sie auf den Leitungen erzeugen. Diese Messungen sind oft im Rahmen der CE-Kennzeichnung notwendig.
Die Prüfungen simulieren Netzspannungseinbrüche (englisch voltage dips), Einwirkungen von Schaltstörungen (englisch bursts), elektrostatischen Entladungen (ESD), Einkopplungen von Störungen von benachbarten Geräten und Blitzeinschlägen in der näheren Umgebung (englisch surges).
Bei den leitungsgebundenen Störaussendungsmessungen werden die Stromversorgungs- und Signalleitungen gemessen. Bei der Stromversorgungsleitung und einigen Signalleitungen wird dazu eine Netznachbildung benutzt – ein Gerät zur Netzspeisung mit einer definierten Quellimpedanz, die der typischen Impedanz des Stromnetzes oder Signalnetzes entspricht. Die Netznachbildung besitzt Messausgänge, an denen die Störsignale abgenommen und z. B. mit einem Spektrumanalysator untersucht werden können.

## Kapazitiv gekoppelte Prüfungen
SF: Über eine definierte Koppelkapazität wird ein Störsignal injiziert. Hierzu wird oft ein leitender Kanal von 1 m Länge verwendet, in den isoliert eine Zuleitung des Prüflings gelegt wird. Diese Einrichtung heißt kapazitive Koppelstrecke oder kapazitive Koppelzange, obwohl ihr Aufbau nicht an eine Zange erinnert.
SA: Es wird der über eine definierte Koppelkapazität ausgekoppelte Störpegel gemessen (z. B. auch in einer Netznachbildung enthalten).

## Induktiv gekoppelte Prüfungen

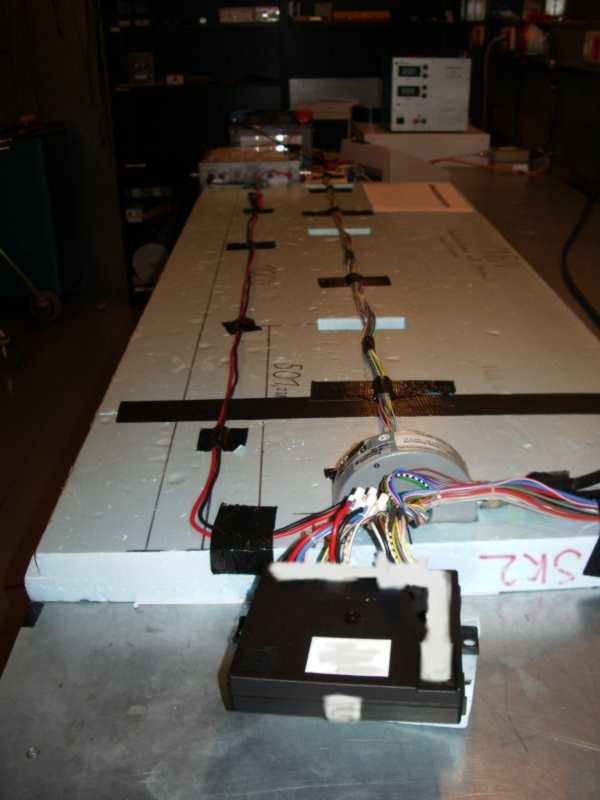
Messmethode mittels Stromkoppelzange

Um den Kabelbaum oder einzelne Leitungen des Prüflings wird (mindestens) eine Stromkoppelzange gelegt. Die Stromkoppelzange wird meist im Frequenzbereich 1 MHz bis 400 MHz eingesetzt, manchmal auch unterhalb 1 MHz bis 2 GHz.
SF: Das Magnetfeld der Koppelzange prägt in den Kabelbaum einen hochfrequenten Strom ein. Meist wird mit Hilfe einer zweiten Koppelzange, als Strommesszange, überprüft, ob der eingeprägte hochfrequente Strom der ersten Koppelzange am Messort des Kabelbaums die gewünschte Größe erreicht hat (Sollwert/Istwert Vergleich). Die Funktion des Prüfling muss trotz hochfrequentem Strom gegeben sein. Der gängige Name dieser Messmethode lautet BCI, englisch Bulk Current Injection ‚Stromeinprägung in den Kabelbaum‘.
Außerdem gibt es die Variante, statt eines hochfrequenten Stroms einen Einzelimpuls mit gewisser Repetitionsfrequenz einzuprägen.
SA: Die sich um den Kabelbaum des Prüflings bildenden Magnetfelder werden von der Koppelzange (Strommesszange) in Strom gewandelt und gemessen.

## Strahlungsgekoppelte Prüfungen
Diese Messungen erfolgen im Bereich des Fernfeldes, wo die physische Entfernung zwischen Prüfling und Messantenne bereits den wirksamen Bereich der kapazitiven und induktiven Kopplung signifikant überschritten hat, d. h. alle messbaren Effekte beruhen auf den Effekten von elektromagnetischen Feldern im Raum.
Strahlungsgekoppelte Prüfungen können in unterschiedlichen Mess- und Prüfumgebungen stattfinden. Zu den bekannten Umgebungen gehören zum Beispiel der Freifeldmessplatz, die Absorberkammer, die Schirmkammer, die GTEM-Zelle, die TEM-Zelle und die Modenverwirbelungskammer.

### Antennenmessung

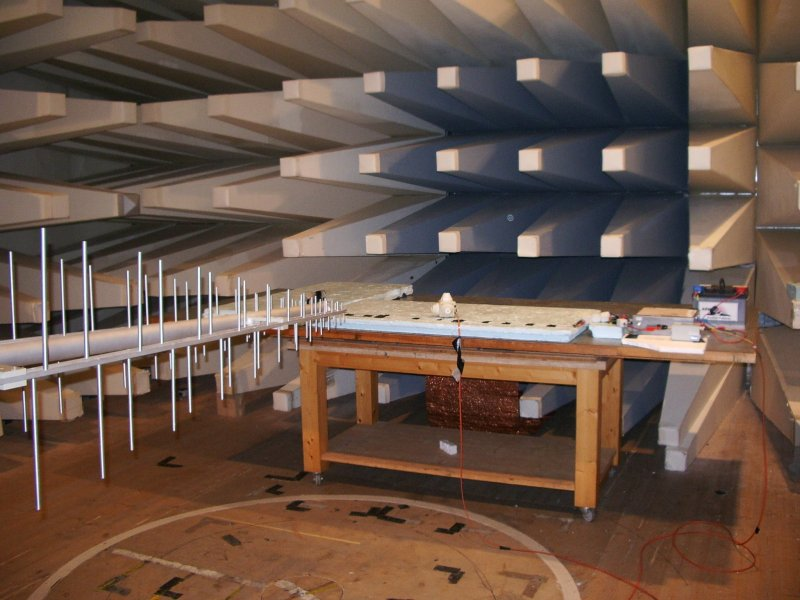
Antenne mit definiertem Abstand zu Kabelbaum und Prüfling in einer Absorberkammer

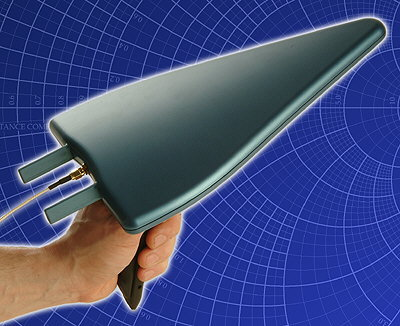
LogPer-Antenne für einfache Messungen (680 MHz bis 18 GHz)

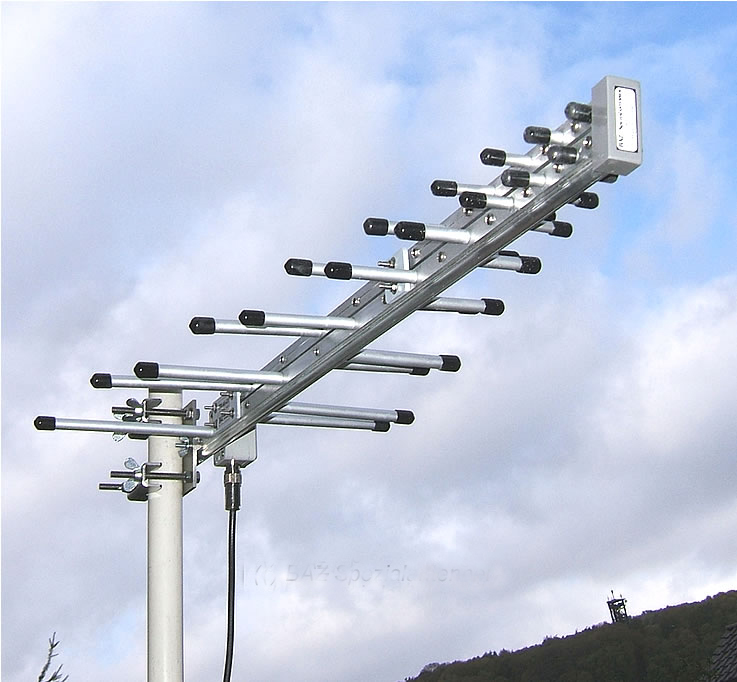
Freifeld-Messung, LogPer-Antenne für EMV-Messungen (400 MHz bis 4000 MHz)

Die bekannteste Form ist die der Antennenmessung, d. h. in einem definierten Abstand zum Prüfling (meist 1, 3 oder 10 Meter) wird eine Antenne positioniert. Der zu prüfende Frequenzbereich erstreckt sich für zivile Anwendungen in Europa von 30 Megahertz bis 1…18 Gigahertz. Die verwendeten Antennen sind je nach Frequenzbereich verschieden.
Für die Messung der Störfeldstärke sind unterschiedliche Messplätze geeignet. Historisch gesehen der älteste ist der Freifeldmessplatz (engl. OATS von engl. open area test site). Es wird hier davon ausgegangen, dass die Fremdeinstrahlung klein genug ist, um die Messung nicht signifikant zu beeinflussen und dass keine ungewünschten Reflexionen der Störstrahlung des Prüflings entstehen, welche je nach Phasenlage die direkte Störstrahlung überlagert oder auslöscht. Der Boden zwischen Prüfling und Antenne ist mit einer vollreflektierenden Metallplatte ausgelegt und die Antenne ist höhenverstellbar.
Um von der Witterung und Fremdstörungen noch unabhängiger zu sein, werden heute in der Regel Absorberräume (engl. anechoic chamber) verwendet.
Die Prüfungen sind oft sehr zeitaufwändig, da die durch die kurzen Frequenzschritte und die Haltezeit ohnehin schon langen Messungen zusätzlich oft mit verschiedenen Antennenpolarisationen, Antennenhöhen (Elevation) und verschiedenen Drehwinkeln des Prüfling (Azimut) vorzunehmen sind.
SF: Beim Störfestigkeitstest wird es am Ort des Prüflings bzw. seines Kabelbaumes (falls vorhanden) eine definierte Feldstärke erzeugt. Der Prüfling muss beweisen, dass seine Funktion trotz anliegendem HF-Feld gegeben ist.
SA: Bei Störaussendungsmessung werden die von Prüfling und ggf. auch Kabelbaum (falls vorhanden) abgestrahlten Störfeldstärken gemessen.

### Streifenleitung

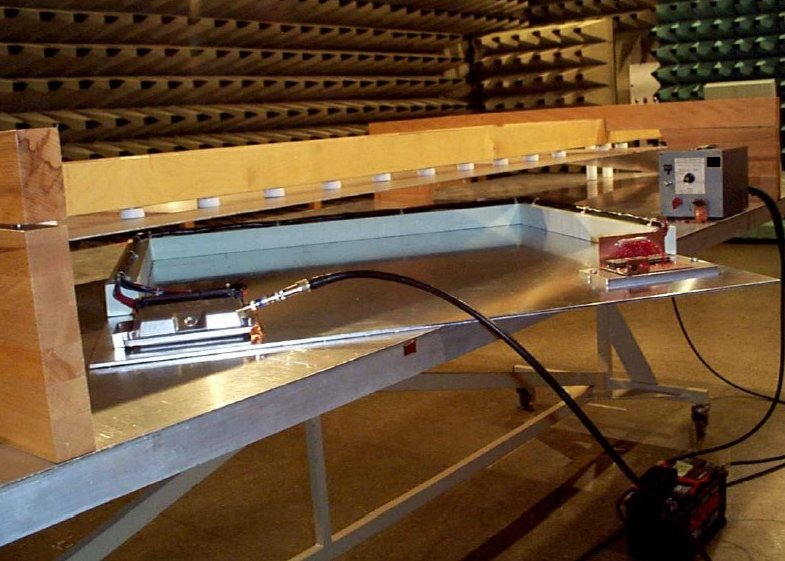
Zu prüfendes Gerät montiert auf Groundplane unter einer Streifenleitung

Die Streifenleitung, englisch stripline, eignet sich in der Ausführung als Komponenten-Stripline gut für Messungen an Geräten mit Kabelbäumen, da hier aus EMV-Sicht meist eine Schwachstelle existiert. Die Streifenleitung wird bevorzugt im unteren Frequenzbereich bis zu einigen hundert Megahertz eingesetzt, Bauformen mit höheren Impedanzen (90 Ω, 120 Ω) auch bis zu 1 GHz und mehr.
SF: Es wird Hochfrequenz in den streifenförmigen Leiter (Septum) eingespeist. Dadurch bildet sich zwischen Streifenleiter und der darunter befindlichen Massefläche (englisch Groundplane) ein definiertes homogenes Hochfrequenzfeld aus. Die Feldhomogenität nimmt mit steigender Frequenz ab, was auch von der Impedanz der Stripline abhängig ist. Die Impedanz wiederum ist abhängig vom Abstand zwischen Groundplane und Septum und der Breite des Septums. Kabelbaum und zu prüfendes Gerät werden mit der HF beaufschlagt. Das Gerät muss unter HF-Einfluss funktionieren.
SA: Das zu prüfende Gerät wird in den Betriebszustand versetzt, welcher die höchste Störaussendung erwarten lässt. Am Speisepunkt der Stripline wird gemessen, welche Störstrahlung durch das Gerät erzeugt wird.

### TEM-Zelle
Die TEM-Zelle (TEM = Transversal Elektro Magnetische Welle) ist ein aufgeweiteter Leitungsabschnitt eines Koaxialleiters mit zwei koaxialen Steckverbindern, in dem sich transversal elektromagnetische Wellen ausbreiten können. Die Aufweitung ist so groß, dass ein Prüf- oder Messgegenstand in das aufgeweitete Volumen eingebracht werden kann.
Bei Messungen gestrahlter Emissionen koppeln die vom Messgegenstand abgestrahlten Felder direkt in den TEM-Mode der TEM-Zelle ein und werden typischerweise an einem der beiden koaxialen Tore der TEM-Zelle gemessen.
Bei Störfestigkeitsprüfungen wird der Prüfgegenstand ebenfalls in das Prüfvolumen der TEM-Zelle eingebracht. Das Prüfvolumen wird mit einer TEM-Welle beaufschlagt und hiermit die Störfestigkeit des Prüfgegenstands aufgenommen.
Als Faustregel gilt, dass die Abmessungen des Prüfgegenstands oder Meßobjekts nicht mehr als ein Drittel des Abstands zwischen Innen- und Außenleiter betragen sollen.
Dem Einsatzzweck entsprechend gibt es unterschiedliche Typen von TEM-Zellen auf dem Markt, die geometrisch im Querschnitt stark von obiger Beschreibung abweichen können. Üblich ist ein flacher, breiter Innenleiter der von einem viereckigen Außenleiter umgeben ist. Die Abmessungen werden so gewählt, dass der Leitungswellenwiderstand 50 Ohm beträgt. Der Feldwellenwiderstand der TEM-Welle beträgt 377 Ohm.
Der nutzbare Frequenzbereich einer TEM-Zelle hängt von ihrer Baugröße ab. Je größer das nutzbare Prüfvolumen, desto geringer ist die maximal zulässige Frequenz. So kommen TEM-Zellen für Tests an ICs bzw. Platinen auf einen nutzbaren Frequenzbereich von 0 Hz bis 2.500 MHz, während bei größeren Prüflingen und entsprechend größeren TEM-Zellen die maximale Frequenz auch nur einige 100 MHz betragen kann.

### GTEM-Zelle
Die Anwendungsgebiete der GTEM-Zelle (GTEM = Gigahertz Transversal Elektro Magnetische Welle) entsprechen überwiegend denen der TEM-Zelle. Die GTEM-Zelle ist eine Weiterentwicklung der TEM-Zelle. Sie hat einen erweiterten, nutzbaren Frequenzbereich bis über ein Gigahertz und kann, je nach Bauform und Septumshöhe, größere Prüflinge aufnehmen. Die GTEM-Zelle kann SF- und SA-Messungen mit Antennen in einer Absorberhalle vollständig ersetzen. Bei großen Prüflingen in großen GTEM-Zellen werden z. B. durch den Prüfling oder die Aufweitung der Zelle höhere Moden wie in einem Hohlleiter angeregt, die die Feldhomogenität und den nutzbaren oberen Frequenzbereich begrenzen. Dies ist gegenüber Antennen kein genereller Nachteil der GTEM-Zelle. Antennen erzeugen bei geringen Prüfabständen ebenfalls ein eingeschränkt homogenes Feld.
SF und SA: siehe Streifenleitung

## Überwachung, Monitoring und Schutz

### EMV-Messungen in Laborumgebung
EMV-Messungen erfolgen nahezu immer in geschirmten und teilweise absorbierenden HF-Kammern, um zu verhindern, dass
- bei SF-Prüfungen die in der HF-Kammer entstehenden hohen Feldstärken nach außen in die Umwelt gelangen
- bei SA-Prüfungen von außen die Felder der Umwelt (Rundfunksender, Funkstörungen) nach innen dringen und dort das Messergebnis verfälschen
- Menschen in der Nähe des Prüflings durch das HF-Feld gefährdet werden könnten (EMVU)
- Menschen in der Nähe des Prüflings das Messergebnis durch ihre Anwesenheit (Konsistenz des menschlichen Körpers) verfälschen

Prinzipbedingt sind diese HF-Kammern durch ihre gute Schirmung von außen nicht einsehbar, so dass eine direkte optische und akustische Überwachung des Prüflings meist nicht möglich ist. Ein- und Ausgangssignale zwischen Innen- und Außenraum sind sorgfältig gefiltert und geerdet, da ansonsten das Schirmungsmaß der HF-Kammer erheblich reduziert würde.
Oft werden auch möglichst viele Versorgungsquellen sowie Ein- und Ausgangssignale innerhalb der HF-Kammer untergebracht. Digitale Signale (CAN-Bus, LIN-Bus Ethernet o. Ä.) zur Kommunikation werden teilweise per Lichtwellenleiter nach außen geführt, da eine Signalfilterung nicht möglich ist. Somit ist eine Kommunikation (Befehle senden, Rückmeldungen empfangen) zwischen dem Prüfling in der Kammer und dem Monitoring außerhalb der Kammer ohne Störungen gewährleistet.

### EMV-Messungen in Betriebsumgebung
Mit EMV-Messungen vor Ort (Werkhalle, Heimbereich, Umgebung von Sendeanlagen) werden die realen elektromagnetischen Bedingungen festgestellt. Dies kann aus unterschiedlichen Gründen notwendig sein, z. B.:
- Größe des Prüflings
- Analyse der Qualität der Netzspannung
- Prüfung der Funkausleuchtung
- Analyse der Funkstörungen
- Nachweis der Einhaltung der Verordnung über elektromagnetische Felder. (EMVU)

Für diese EMV-Messungen werden Messausrüstungen entsprechend dem zu untersuchenden Frequenzbereich und der Störaussendung (z. B. leitungsgeführt, gestrahlt etc.) verwendet, wie sie auch in EMV-Laboren eingesetzt werden.